# Zebraklok

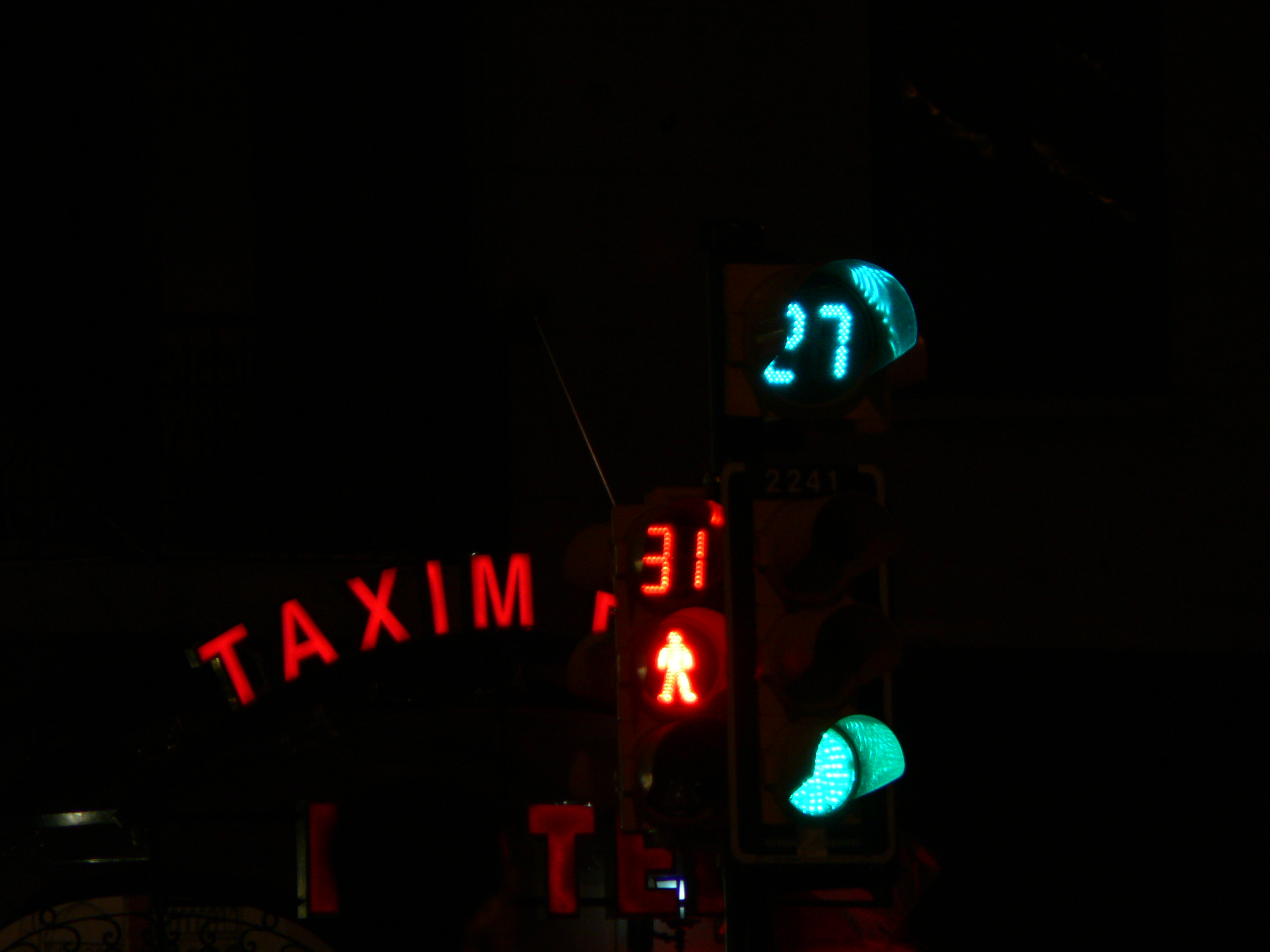
(Taksimplein, Istanboel)

Een zebraklok is een klok die aftelt hoelang iemand aan een rood verkeerslicht nog moet wachten, voor het licht opnieuw op groen springt. Ook is het mogelijk dat de tijd dat het licht op groen staat wordt afgeteld. Het idee erachter is dat automobilisten precies weten hoe lang ze moeten wachten en niet, gefrustreerd door de lange wachttijd, in de verleiding komen toch maar door rood te rijden. De benaming is niet helemaal terecht omdat ze lang niet altijd bij een zebra staan. Zo worden ze in Nederland worden ze voornamelijk toegepast op fietspaden, en in andere landen juist vooral voor automobilisten.

## Trivia
In Den Haag wordt de klok voor het Station Den Haag Centraal ook "Zebraklok" genoemd omwille van de wijzerplaat die lijkt op zebrastrepen.

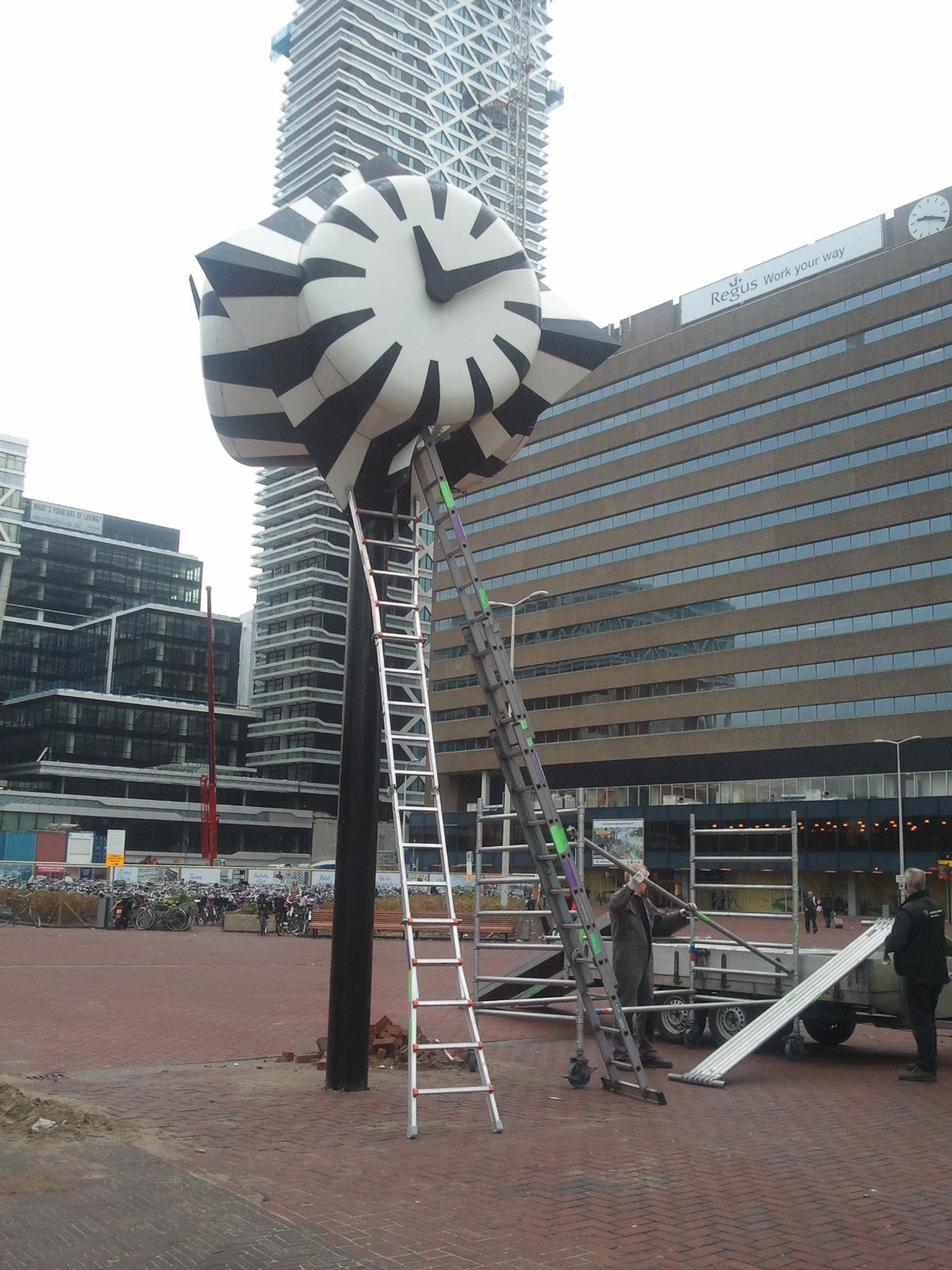
Zebraklok Koningin Julianaplein Den Haag